# Deljatin
Deljatin (ukránul: Делятин) városi jellegű település Ukrajna Ivano-frankivszki területén, a Nadvirnai járásban.

## Története
A 15. században Lengyelország része volt (mint Vörös Ruténia). 1772-től az Osztrák–Magyar Monarchia Galiciaval együtt annektálta. Az első világháború után a Második Lengyel Köztársaság Stanisławówi vajdaságához került. Festői környezetben népszerű gyógyfürdője volt évi körülbelül ezer látogatóval az 1920-as évek végén. 1939-ben a szovjet hadsereg megszállta.
A második világháború után a Szovjetunió, ma Ukrajna része. A szovjet időkben Deljatin a kovpaki tölgyről vált híressé, amely az ukránok kompromisszumok nélküli gyűlöletét jelképezte a náci Németország iránt. 1941 végéig zsidó közösség is élt itt.
Német levéltári adatok szerint néhány zsidók elleni tömeges kivégzést hajtott végre itt az Einsatzgruppe. 1941. október 16-án 1950 zsidót lőtt agyon. Később körülbelül még 200-ukat a temetőben. 1942 tavaszán 3000 zsidót végeztek ki. A megmaradt 2000 zsidót az év végén a bełzeci koncentrációs táborba hurcolták. A levéltári adatok szerint nem volt itt gettó, de egy szemtanú szerint mégis volt itt egy kerítéssel körülvett tábor.
2017. augusztus 17-én Zaricscsja Deljatinnal, valamint Csornyi Oslavi és Csornij Potyik falvakkal együtt létrehozta a Deljatin közösségét.

## Közlekedés
Vasúti csomópont: itt ágazik el az Ivano-Frankivszk–Deljatin–Rahó-vasútvonal és a Deljatin–Sztefanyivka-vasútvonal.

## Fordítás
- Ez a szócikk részben vagy egészben  a   Deliatyn című angol Wikipédia-szócikk ezen változatának fordításán alapul.  Az eredeti cikk szerkesztőit annak laptörténete sorolja fel. Ez a jelzés csupán a megfogalmazás eredetét és a szerzői jogokat jelzi, nem szolgál a cikkben szereplő információk forrásmegjelöléseként.